# Лез Абим
Лез Абим (фр. Les Abymes) је најмногољуднија општина у француском прекоморском региону и департману Гвадалупе, на Малим Антилима. Налази се на западној страни острва Гранде-Терре, и део је градског подручја Поент а Питр, највеће урбане области у Гвадалупу.
Становници комуне су познати као Абимиени или Абимиенеи.

## Географија
Лез Абиме се налази око 3 км североисточно од Поент а Питр, 7 км источно од Бај Маоја и 10 км југозападно од Морне-а-л'Еау. Приступ комуни је националним путем Н1 од Бај Маоа на западу који пролази дуж јужне границе комуне и наставља се на југ као Н4. Н5 се одваја од Н1 и иде на североисток кроз центар комуне и наставља на североисток до Морне-а-л'Еау. Н11 се одваја од Н5 на југоистоку града и наставља на северозапад, а затим на запад спајајући се са Н1. Пут Д106 такође иде северно од комуне до Виеу Боурга. Рут ду Пала Ројал пролази североисточно кроз комуну да би се спојио са Н5. Рут де Шазе грана се од Рут ду Пала Ројал и иде на североисток до Доубс.
Приступ међународном аеродрому Поент а Питр је са аутопутем Н11.
Лез Абим је интегрисан у урбано подручје Поент а Питр и, као и остатак острва, има тропску климу.

### Клима
| Клима Лез Абим (1981−2010 нормалности, екстреми 1951−данас) | Клима Лез Абим (1981−2010 нормалности, екстреми 1951−данас) | Клима Лез Абим (1981−2010 нормалности, екстреми 1951−данас) | Клима Лез Абим (1981−2010 нормалности, екстреми 1951−данас) | Клима Лез Абим (1981−2010 нормалности, екстреми 1951−данас) | Клима Лез Абим (1981−2010 нормалности, екстреми 1951−данас) | Клима Лез Абим (1981−2010 нормалности, екстреми 1951−данас) | Клима Лез Абим (1981−2010 нормалности, екстреми 1951−данас) | Клима Лез Абим (1981−2010 нормалности, екстреми 1951−данас) | Клима Лез Абим (1981−2010 нормалности, екстреми 1951−данас) | Клима Лез Абим (1981−2010 нормалности, екстреми 1951−данас) | Клима Лез Абим (1981−2010 нормалности, екстреми 1951−данас) | Клима Лез Абим (1981−2010 нормалности, екстреми 1951−данас) | Клима Лез Абим (1981−2010 нормалности, екстреми 1951−данас) |
| Показатељ \ Месец                                           | .Јан.                                                       | .Феб.                                                       | .Мар.                                                       | .Апр.                                                       | .Мај.                                                       | .Јун.                                                       | .Јул.                                                       | .Авг.                                                       | .Сеп.                                                       | .Окт.                                                       | .Нов.                                                       | .Дец.                                                       | .Год.                                                       |
| ----------------------------------------------------------- | ----------------------------------------------------------- | ----------------------------------------------------------- | ----------------------------------------------------------- | ----------------------------------------------------------- | ----------------------------------------------------------- | ----------------------------------------------------------- | ----------------------------------------------------------- | ----------------------------------------------------------- | ----------------------------------------------------------- | ----------------------------------------------------------- | ----------------------------------------------------------- | ----------------------------------------------------------- | ----------------------------------------------------------- |
| Апсолутни максимум, °C (°F)                                 | 31,8 (89,2)                                                 | 32,1 (89,8)                                                 | 32,8 (91)                                                   | 33,3 (91,9)                                                 | 33,3 (91,9)                                                 | 33,4 (92,1)                                                 | 34,2 (93,6)                                                 | 34,2 (93,6)                                                 | 34,1 (93,4)                                                 | 34,1 (93,4)                                                 | 33,4 (92,1)                                                 | 32,4 (90,3)                                                 | 34,2 (93,6)                                                 |
| Максимум, °C (°F)                                           | 29,2 (84,6)                                                 | 29,2 (84,6)                                                 | 29,7 (85,5)                                                 | 30,3 (86,5)                                                 | 30,9 (87,6)                                                 | 31,4 (88,5)                                                 | 31,6 (88,9)                                                 | 31,9 (89,4)                                                 | 31,7 (89,1)                                                 | 31,3 (88,3)                                                 | 30,5 (86,9)                                                 | 29,7 (85,5)                                                 | 30,62 (87,12)                                               |
| Просек, °C (°F)                                             | 24,9 (76,8)                                                 | 24,9 (76,8)                                                 | 25,3 (77,5)                                                 | 26,3 (79,3)                                                 | 27,2 (81)                                                   | 27,9 (82,2)                                                 | 28,0 (82,4)                                                 | 28,0 (82,4)                                                 | 27,8 (82)                                                   | 27,3 (81,1)                                                 | 26,5 (79,7)                                                 | 25,5 (77,9)                                                 | 26,63 (79,93)                                               |
| Минимум, °C (°F)                                            | 20,7 (69,3)                                                 | 20,6 (69,1)                                                 | 21,0 (69,8)                                                 | 22,2 (72)                                                   | 23,6 (74,5)                                                 | 24,3 (75,7)                                                 | 24,3 (75,7)                                                 | 24,1 (75,4)                                                 | 23,8 (74,8)                                                 | 23,3 (73,9)                                                 | 22,4 (72,3)                                                 | 21,3 (70,3)                                                 | 22,63 (72,73)                                               |
| Апсолутни минимум, °C (°F)                                  | 13,5 (56,3)                                                 | 13,0 (55,4)                                                 | 13,9 (57)                                                   | 15,8 (60,4)                                                 | 16,4 (61,5)                                                 | 18,9 (66)                                                   | 19,6 (67,3)                                                 | 19,8 (67,6)                                                 | 19,5 (67,1)                                                 | 19,0 (66,2)                                                 | 16,8 (62,2)                                                 | 14,4 (57,9)                                                 | 13 (55,4)                                                   |
| Количина падавина, mm (in)                                  | 83,0 (3,268)                                                | 60,0 (2,362)                                                | 67,9 (2,673)                                                | 96,5 (3,799)                                                | 134,1 (5,28)                                                | 107,8 (4,244)                                               | 129,6 (5,102)                                               | 169,1 (6,657)                                               | 206,2 (8,118)                                               | 214,5 (8,445)                                               | 213,9 (8,421)                                               | 134,0 (5,276)                                               | 1.616,6 (63,646)                                            |
| Дани са падавинама (≥ 1.0 mm)                               | 15,8                                                        | 12,3                                                        | 11,1                                                        | 10,7                                                        | 13,1                                                        | 13,2                                                        | 15,2                                                        | 16,4                                                        | 16,3                                                        | 17,5                                                        | 17,4                                                        | 16,5                                                        | 175,5                                                       |
| Сунчани сати — месечни просек                               | 193,1                                                       | 183,8                                                       | 212,7                                                       | 208,8                                                       | 213,6                                                       | 202,0                                                       | 202,4                                                       | 221,5                                                       | 200,1                                                       | 182,1                                                       | 176,2                                                       | 187,6                                                       | 2.383,8                                                     |
| Извор: Метео Франс                                          |                                                             |                                                             |                                                             |                                                             |                                                             |                                                             |                                                             |                                                             |                                                             |                                                             |                                                             |                                                             |                                                             |

## Историја
Острва су била настањена још од претколумбовских времена. Неки остаци пронађени су у области Дотмаре, али најистакнутији су они пронађени у Бел Плаину где су истраживања спроведена од стране Диререкшн риђонал дес аферс културелес (ДРАЦ) 2006. године открила постојање великог града датираног из 1000. и 1200. године нове ере (Тромасоидна култура ).
Прво село, које се налази неколико километара од садашњег урбаног центра, основано је 1691. године, и оно се састојало се од неколико кућа и доживело је одређени развој кроз узгој шећерне трске, какаоа и кафе. Парохијска црква је изграђена у Лез Абиму 1726. године.

## Демографија
2017. године општина је имала 53.491 становника.